# Pungești
Pungesti là một xã thuộc hạt Vaslui, România. Dân số thời điểm năm 2002 là 3471 người.